# 連恩·麥克莫羅
連恩·保羅·麥克莫羅（1987年7月22日—）為加拿大男子籃球運動員，場上位置為中鋒。

## 職業生涯
第11季SBL超級籃球聯賽開打前麥克莫羅先到達欣工程在觀護盃進行測試，開季後則效力臺灣銀行，總計出賽28場，場均可挹注16.18分、12.89籃板。之後麥克莫羅效力哈利法克斯雨人，球隊最終在總決賽中失利。2015年4月，菲律賓籃球協會巴拉高能量飲料引進麥克莫羅作為球隊在PBA總督盃的外籍球員。
2015年10月，中国男子篮球职业联赛江苏大圣簽下麥克莫羅。2016年1月第13季SBL季中麥克莫羅加盟裕隆納智捷替換詹姆斯·泰勒，2016年3月季後賽首輪開打前麥克莫羅遭遇膝蓋傷勢而報銷。
第14季SBL麥克莫羅原先效力富邦勇士，替其出賽20場以後於2017年1月轉投老東家臺灣銀行，在該季季後賽首輪因為布萊恩·戴維斯受傷關係改披台灣啤酒球衣。麥克莫羅總計打了SBL四個球季，出賽88場，場均表現為16.3分、13.9籃板。2018年2月25日，麥克莫羅加盟奧布拉斯。9月17日，馬尼拉電氣引進麥克莫羅參加9月27日開打的亞洲籃球俱樂部冠軍盃。然而麥克莫羅的左膝半月板撕裂，馬尼拉電氣改引進戴蒙德·史東。
2019年4月，麥克莫羅加盟全国男子篮球联赛长沙金健米业，出賽12場，場均繳出16.2分、13.0籃板、1.2助攻的成績，6月底離隊，被朱利安·甘布爾取代。11月14日，麥克莫羅加盟東南亞職業籃球聯賽寶島夢想家。麥克莫羅總計替夢想家出賽四場，場均可攻下12.8分、10.3籃板、1.0阻攻。

## 外部連結
- 連恩·麥克莫羅在fiba.basketball（英语）
- 連恩·麥克莫羅在NBA G聯盟（英语）
- 連恩·麥克莫羅在Basketball-Reference.com（NBA）（英语）
- 連恩·麥克莫羅在Basketball-Reference.com（NBA G聯盟）（英语）
- 連恩·麥克莫羅在Basketball-Reference.com（國際）（英语）
- 連恩·麥克莫羅在Sports-Reference.com（NCAA）（英语）
- 連恩·麥克莫羅在Eurobasket.com（球員）（英语）
- 連恩·麥克莫羅在RealGM（英语）
- 連恩·麥克莫羅在Proballers（英语）
- 連恩·麥克莫羅在Flashscore（英语）